# إلهيليكويدي
إلهيليكويدي هو مبنى في كراكاس فنزويلا يقع في روكا تاربيا بين أبرشيات سان بيدرو وسان أغوستين وعلي امتداد القوات المسلحة. مبنى على شكل هرم ثلاثي الجوانب فوق تلة وهو بمثابة مرفق وسجن مرتبط بخدمة الاستخبارات الوطنية البوليفارية.

## وصلات خارجية
- مبنى يخافه سكان فنزويلا بسبب سمعته السيئة